# Улица Чичерина (Оренбург)
У́лица Чиче́рина — улица в Оренбурге.

## История

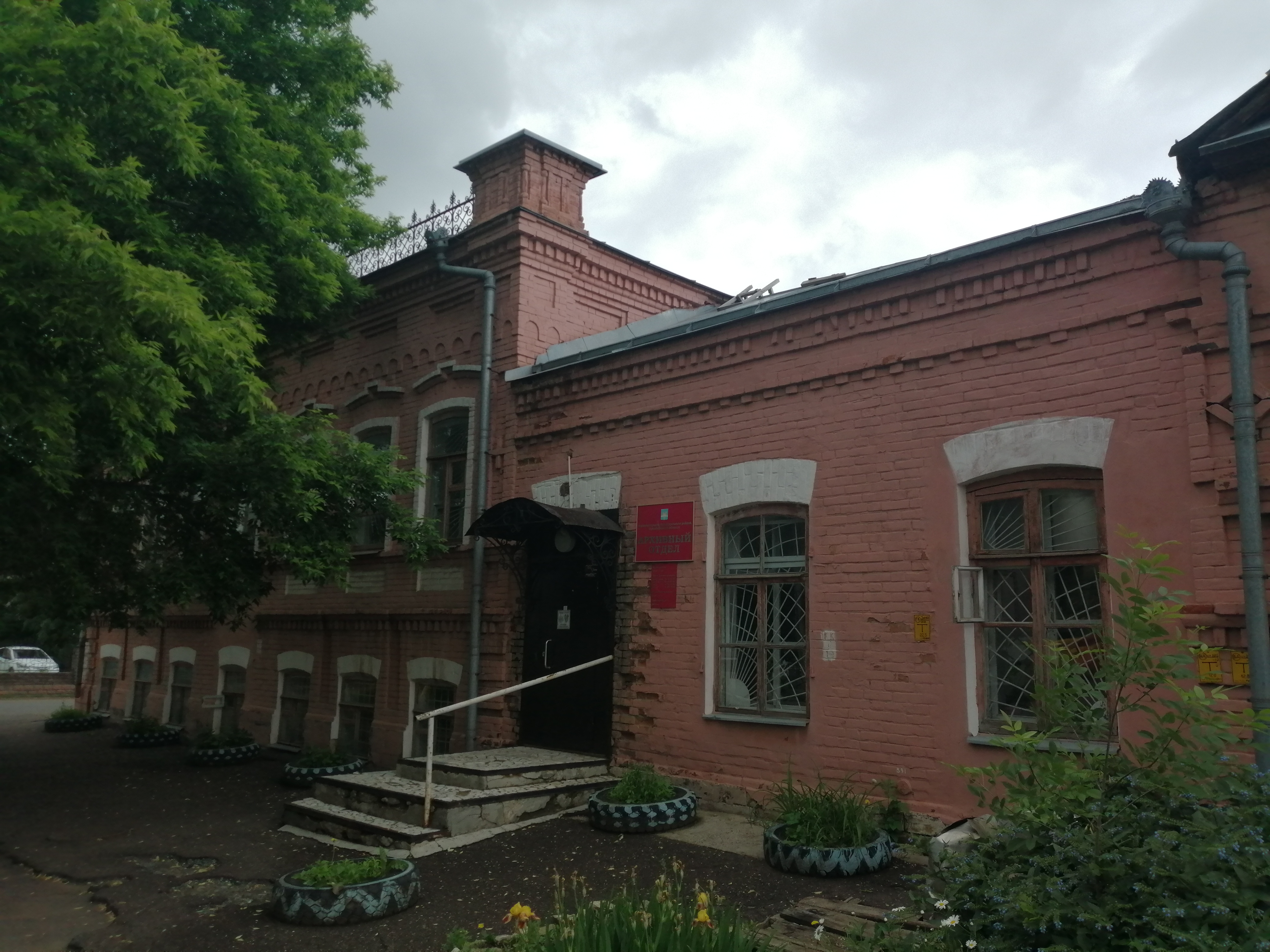
Дом городской усадьбы П. А. Осипова

Возникла в середине XVIII века за земляным валом Оренбургской крепости, где на берегу Банного озера стали строить различные подсобные сооружения — мастерские, кузницы, бани, сараи. Её заселяли отставные солдаты, ремесленники, купцы и ссыльные. Возникла Голубиная слободка, переименованная позднее в Гришковскую улицу.
Названа в 1937 году в честь Георгия Васильевича Чичерина (1872—1936) — наркома иностранных дел РСФСР и СССР.
На улице есть дома, интересные своей историей: в доме № 35 жил в 1957 году Ю. А. Гагарин; в доме № 22 в 1918 году жил П. А. Кобозев — чрезвычайный комиссар по борьбе с дутовщиной; в доме № 34 размещался штаб стрелковой дивизии, формировавшейся в Оренбурге.
После 2000-х годов, в связи с ростом автотранспорта у населения, а также ростом населения в исторических районах «Кузнечный», «Меновой двор», «Карачи», расположенных за рекой Урал, на улице обычным явлением являются пробки в часы пик, при отправлении жителей с работы и на работу.
В августе 2016 года премьер-министр Казахстана Карим Масимов посетил дом № 75 на улице Чичерина, где 1913 по 1918 годы жил Ахмет Байтурсынов — казахский общественный и государственный деятель.

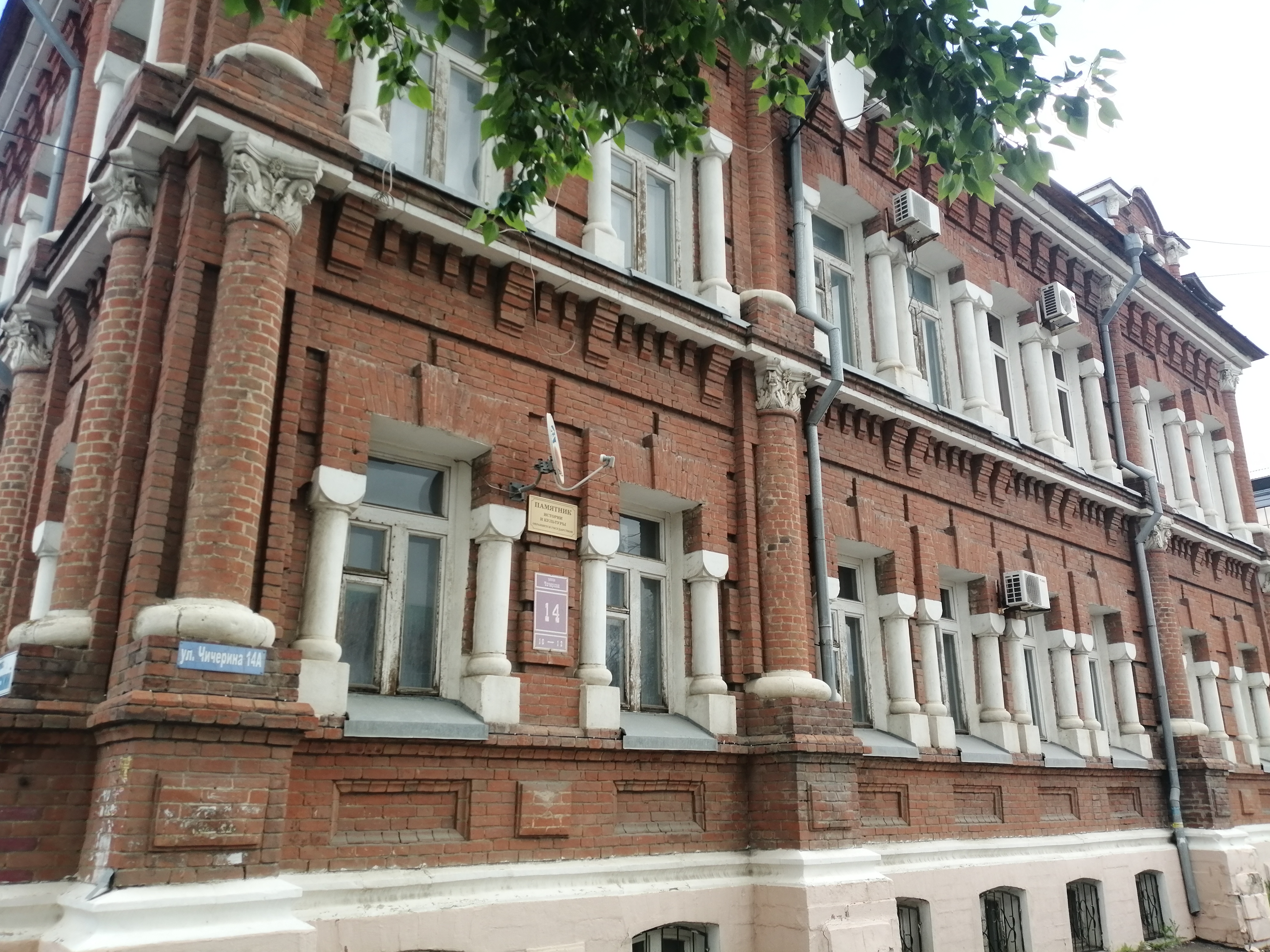
Городская усадьба Я. С. Серякова

## Расположение
Улица Чичерина начинается от берега Урала и тянется дугой в северо-западном направлении на 1,3 км (до улицы Постникова). Основная застройка по большей части представляет собой малоэтажные дома до 3 этажей. После пересечения с ул. Постникова дорога становится прямой и тянется на 0,7 км до проезда Коммунаров. На этом участке преимущественно возведены одноэтажные дома.
К улице примыкает сад Фрунзе (заложен в 1948 году, бывшая Чернореченская площадь в 1860-е годы), исторические районы Оренбурга Овчинный городок, Аренда.
Улица является участком дороги федерального значения А305.
Улица является первой улицей, которую видят в Оренбурге въезжающие со стороны Актюбинска (в случае если не выберут альтернативный вариант — ехать через ул. Максима Горького).

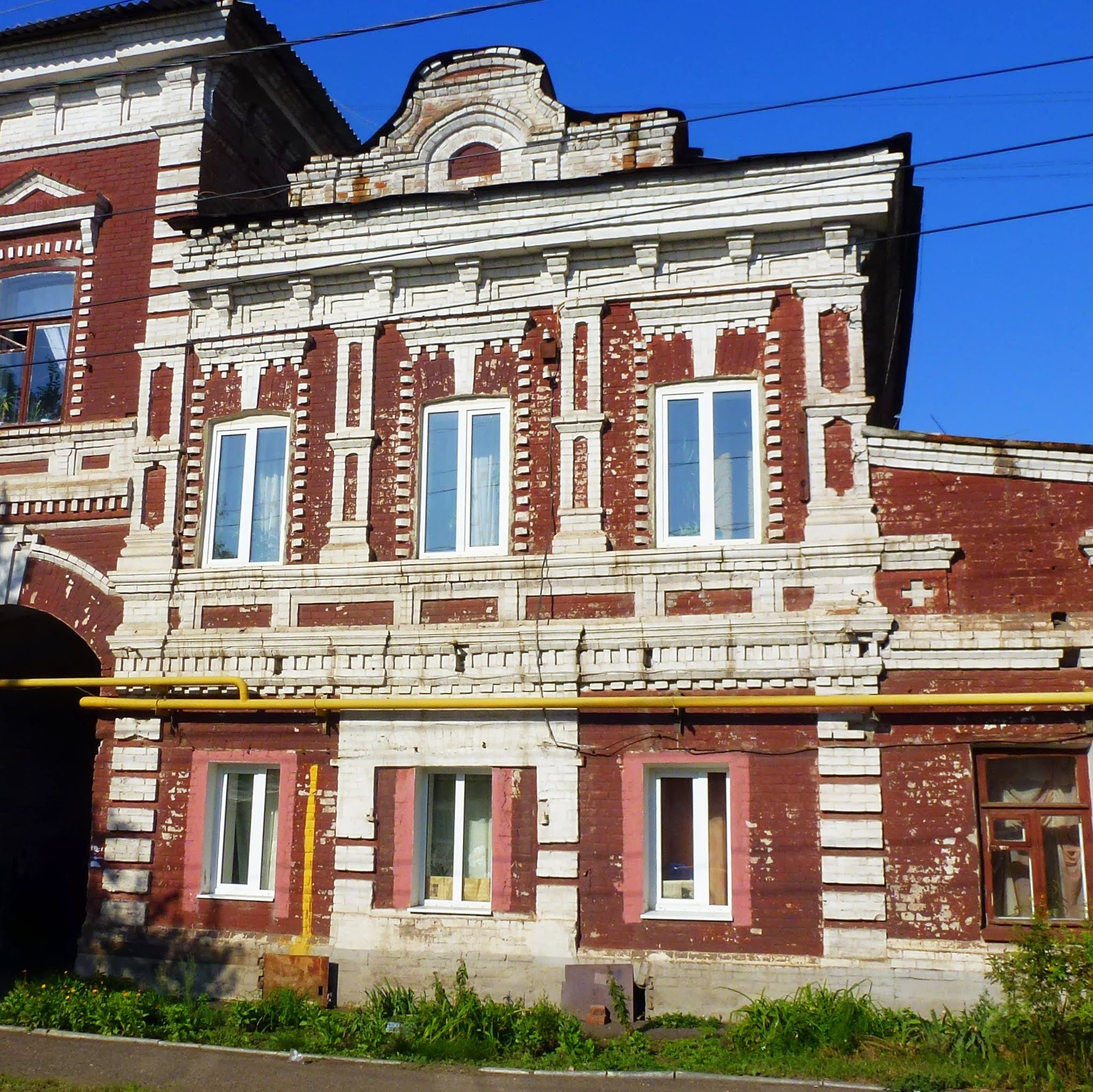
Меблированные комнаты Завьяловых

## Застройка

### Здания культуры
- Мемориальный музей-квартира Юрия и Валентины Гагариных, ул. Чичерина, 35.

### Мемориальные доски
- д. 1. Мемориальная доска Герою Советского Союза Ивану Дмитриевичу Злыденному. С 1937 по 1939 год он здесь учился.
- д. 1. Доска эвакогоспиталю № 4405 в годы Великой Отечественной войны.
- д. 1. Мемориальная доска Герою Советского Союза Павлу Александровичу Орлову. С 1936 по 1940 гг. он учился в этом здании.
- д. 2. Мемориальная доска об истории названия улицы Чичерина.
- д. 32. Мемориальная доска армянскому поэту Ваану Терьяну, члену ВКП(б) и ВЦИК (1885 – 1920 гг.). В этом доме истекли последние дни его жизни.
- д. 41. Мемориальная доска Мадине Фатхеевне Рахимкуловой (1916 – 2004). М. Рахимкулова — действительный член географического общества СССР, заслуженный работник культуры Республики Татарстан, педагог, краевед, автор работ по истории и культуре татар Оренбуржья. Жила в этом доме с 1943 по 2000 годы.
- д. 75. Мемориальная доска Ахмету Байтурсынову. В доме с 1913 по 1918 года жил А. Байтурсынов, и вместе с Алиханом Бокейхановым и Миржакыпом Дулатовым издавали газету «Казах». Эта газета, выходившая до 1918 года, стала главной газетой казахской земли[5][4].

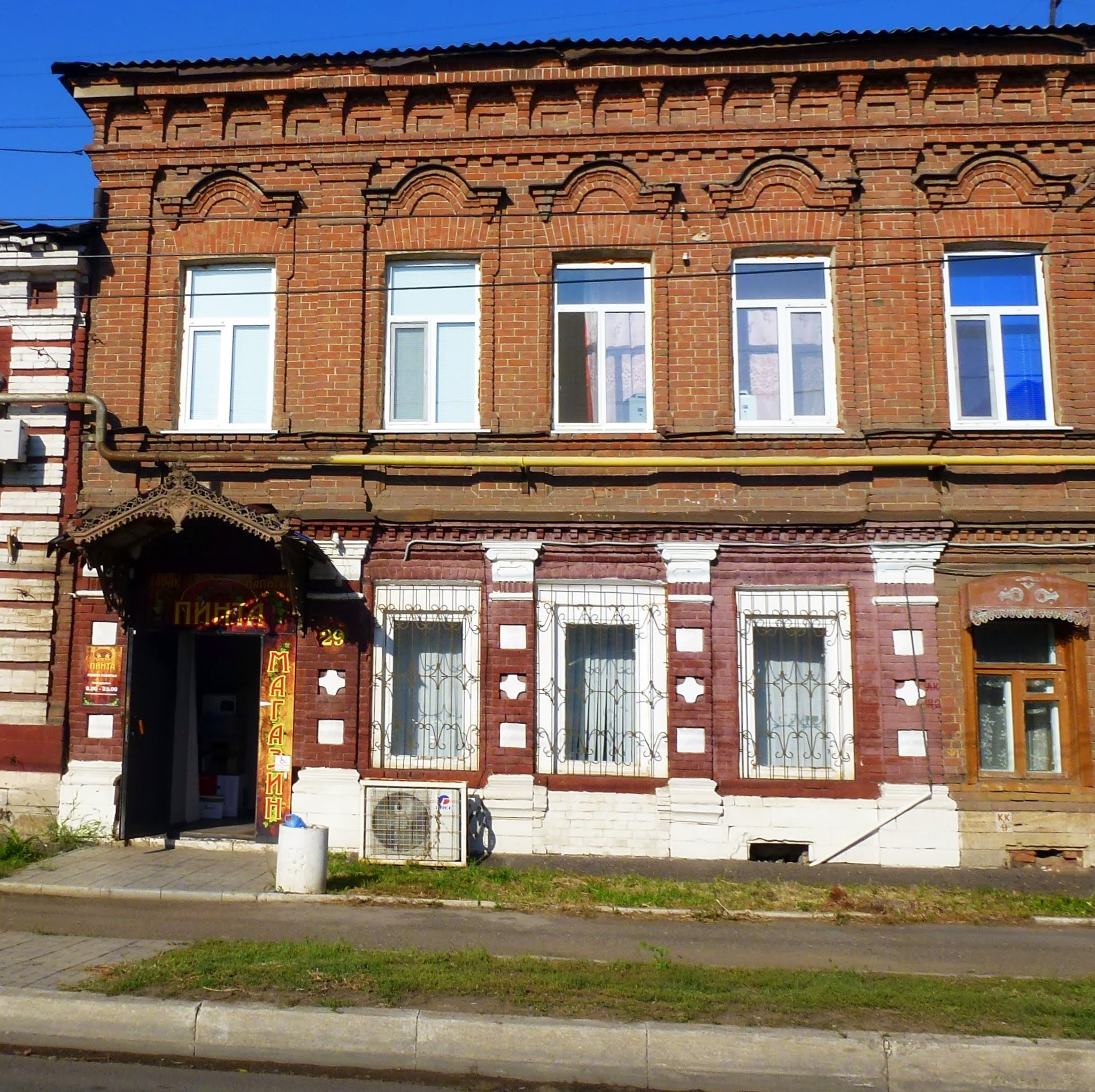
Усадьба городская Е. С. Ильиной

### Памятники истории и архитектуры:[6][7]
- № 1 — Ликеро-водочный завод. Конец XIX в.
- № 1а — Здания. Поздний классицизм.
- № 9 — Дом городской усадьбы П. А. Осипова. Конец XIX в.
- № 14 — Городская усадьба Я. С. Серякова. Посл. четв. XIX в. Кирпичный стиль с коринфскими и дорическими колоннами.
- № 15-17 — Усадьба городская купца Я. А. Чепелева.
- № 16 — Жилой дом. Рубеж XIX - XX в.
- № 19 — Дом купца В. Е. Калашникова. 1880-е гг. Эклектика.
- № 23-25 — Меблированные комнаты Завьяловых. 1902-1903 гг.

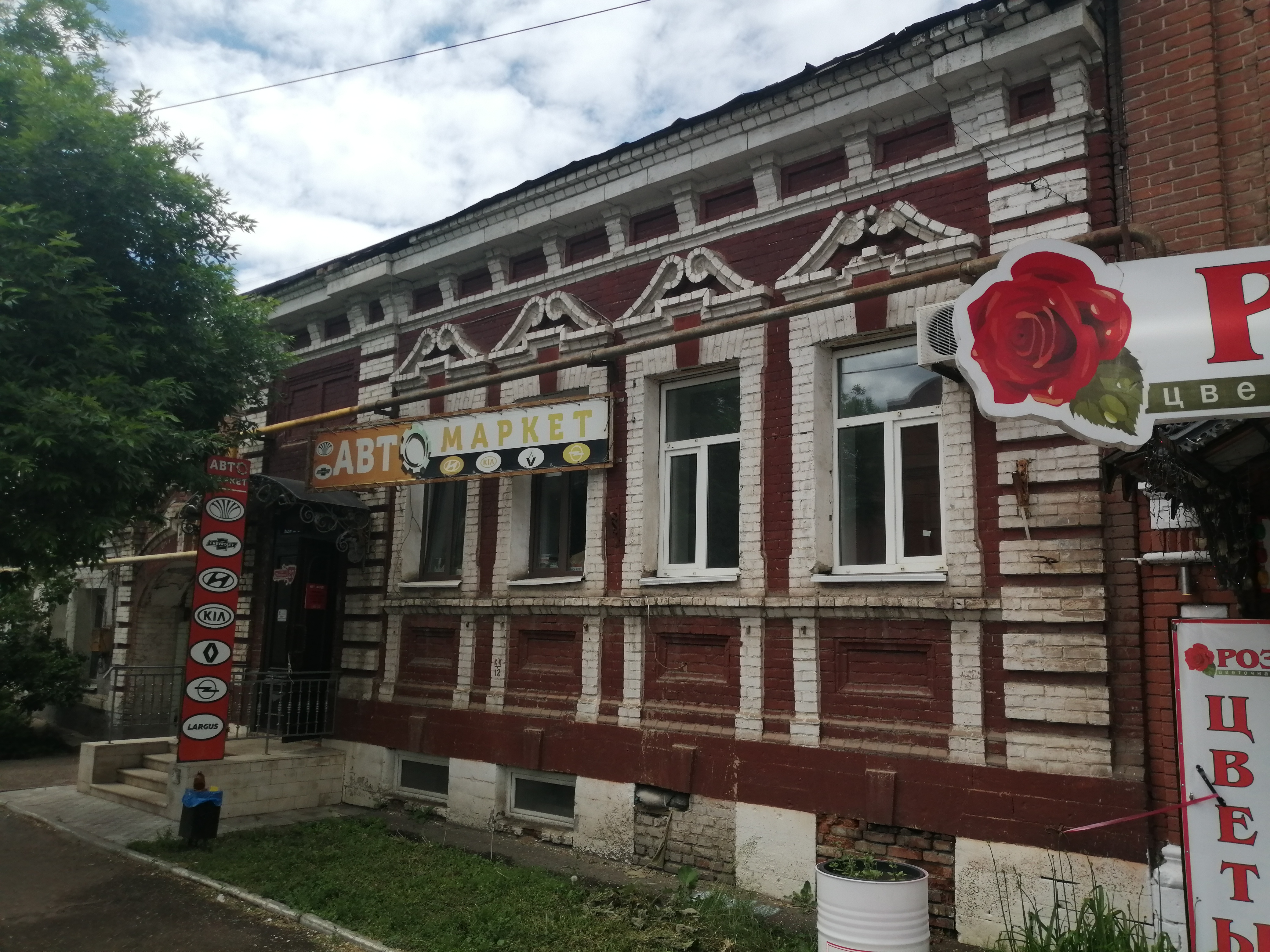
Усадьба городская Е. Ф. Ховрина

- № 27 — Усадьба городская Е. Ф. Ховрина. Дом, службы. Конец XIX в.
- № 28 — Особняк Е. С. Зубарева. Середина XIX в. Классицизм.
- № 29 — Усадьба городская Е. С. Ильиной. Конец XIX в. Кирпичный стиль.
- № 30 — Номера Н. П. Ишкова. 2-е десятилетие XX в. Модерн.
- № 31 — Двор постоялый Е. А. Радушева. Конец XIX в.
- № 32 — Дом М. В. Миронова. Конец XIX в. Кирпичный стиль.
- № 33 — Двор постоялый Е. А. Радушева. Дом жилой. 1904-1905 гг.
- № 34 — Номера П. С. Коробкова. Начало XX в.
- № 35-39 — Усадьба городская А. Т. Титева. Начало XX в.

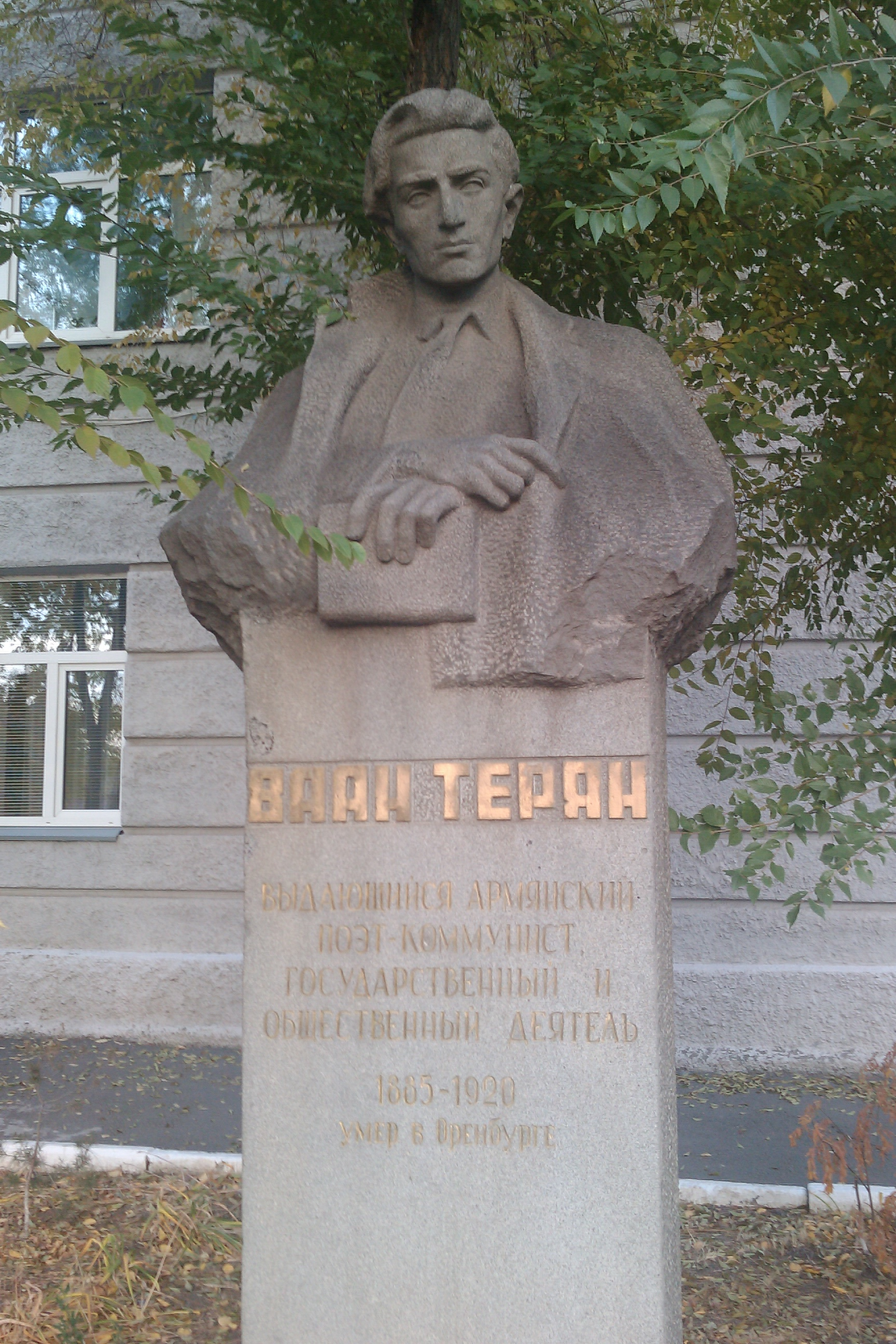
Памятник Ваану Терьяну

- № 36 — Усадьба городская В. С. Есенкова. Начало XX в. Кирпичный стиль.
- № 38а — Депо пожарное с каланчой. 1876 г.
- № 41-43 — Усадьба городская Н.К. Гнездилова.
- № 44 — Усадьба Г. Шоля. 1870-е гг. – 1910 г.
- № 45 — Усадьба городская А. Н. Николаева. 1878 г. Эклектика.
- № 47 — Дом городской усадьбы А. И. Иванова. 3-я четверть XIX в. Кирпичный стиль.
- № 49 — Дом Е. И. Коробковой. 3-я четверть XIX в. Кирпичный стиль.
- № 51 — Старые номера П. С. Коробкова. 3-я четверть XIX в. Эклектика.
- № 52 — Дом жилой городской усадьбы. Конец XIX в. Эклектика.
- № 55 — Усадьба городская М. А. Кастерина. Дом жилой. Службы. Конец ХIХ - начало XX вв. Кирпичный стиль

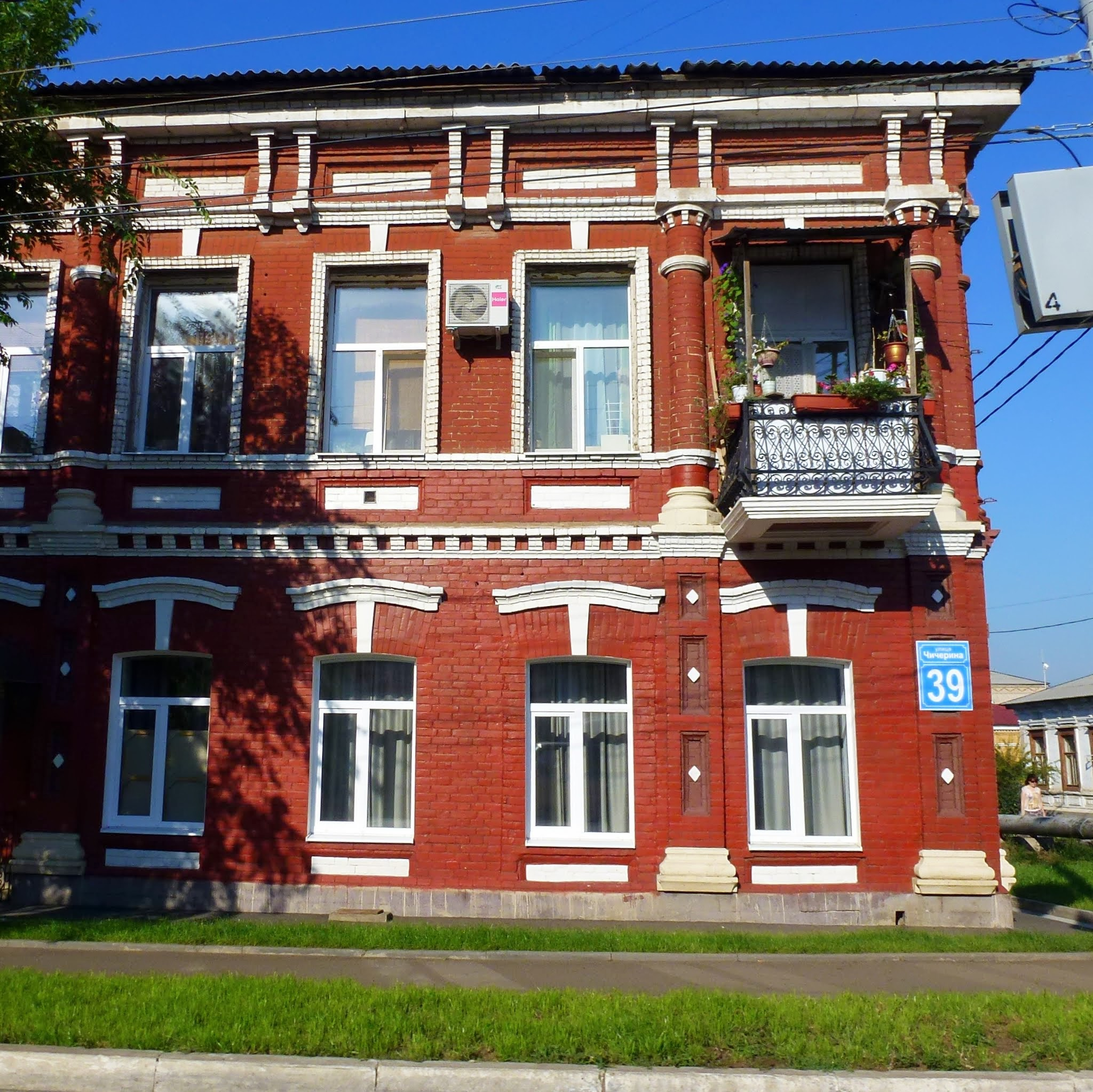
Усадьба городская А. Т. Титева

- № 56 — Дом с лавкой К.Г.Горн и Ф.И. Вихинд. 1902-1903 гг. Кирпичный стиль.
- № 57 — Дом М. Е. Харитонова. 4-я четверть XIX в. Кирпичный стиль.
- № 59 — Дом Х. А. Ивановой. 4-я четверть XIX в. Эклектика.
- № 63 — Усадьба городская Е. М. Вагина. Дом жилой. Номера. Службы. Конец XIX-XX вв. Эклектика, кирпичный стиль.
- № 69 — Дом городской усадьбы А. А. Сазонова. 1904-1905 гг.
- № 72 — Особняк В. П. Крымова. 1903-1904 гг.
- № 75 — Дом жилой городской усадьбы. Вторая половина XIX в. Эклектика.

### Памятники
- Стела Оренбург 1743.
- Памятник Ваану Терьяну перед домом № 32.

### Парки
- Сад Фрунзе, в котором находится Выставочный комплекс «Салют, Победа!».

### Учебные заведения
- Школа № 24, ул. Чичерина, 1а.

## Галерея

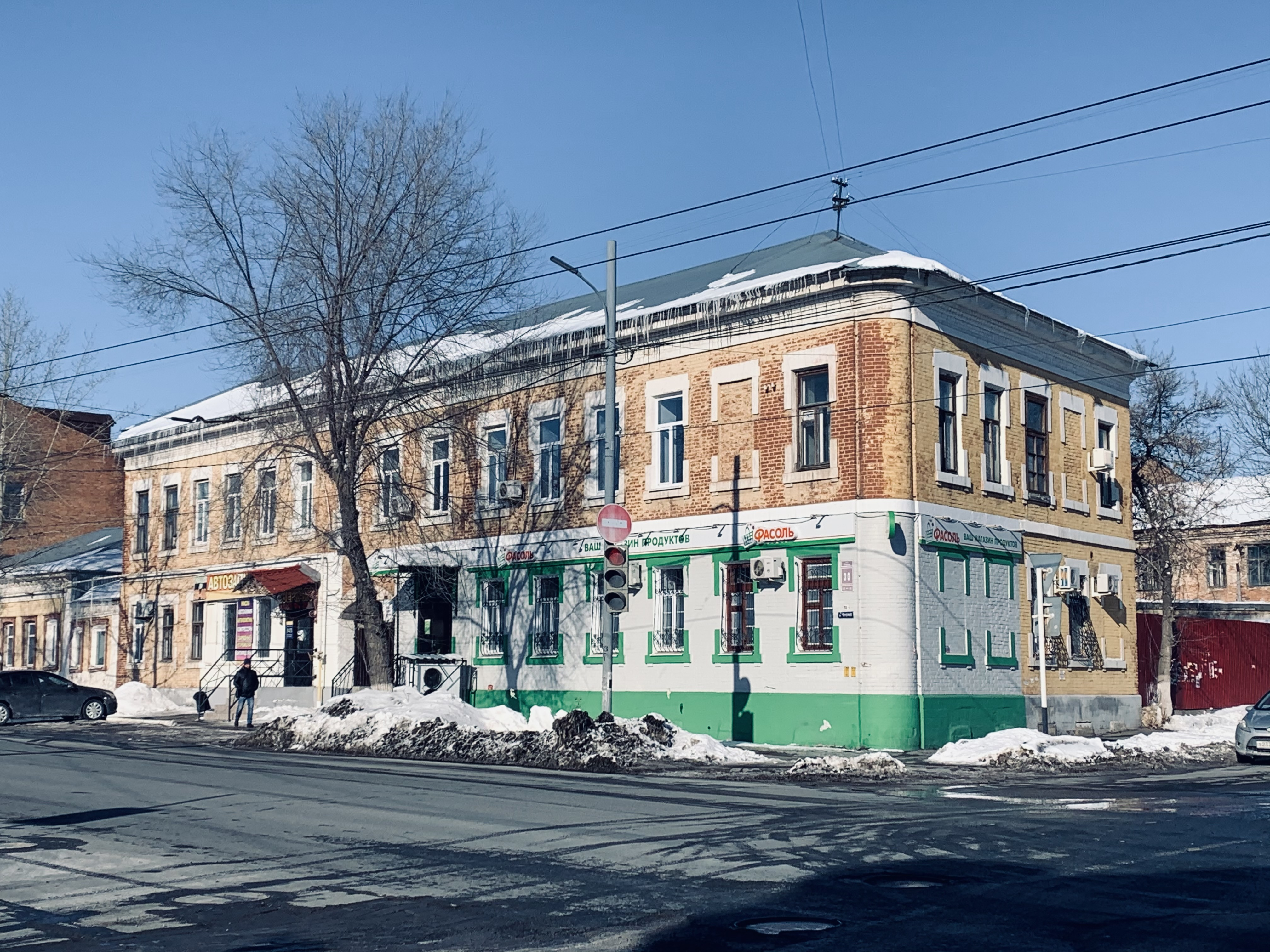
Чичерина, 30. Номера Н. П. Ишкова.
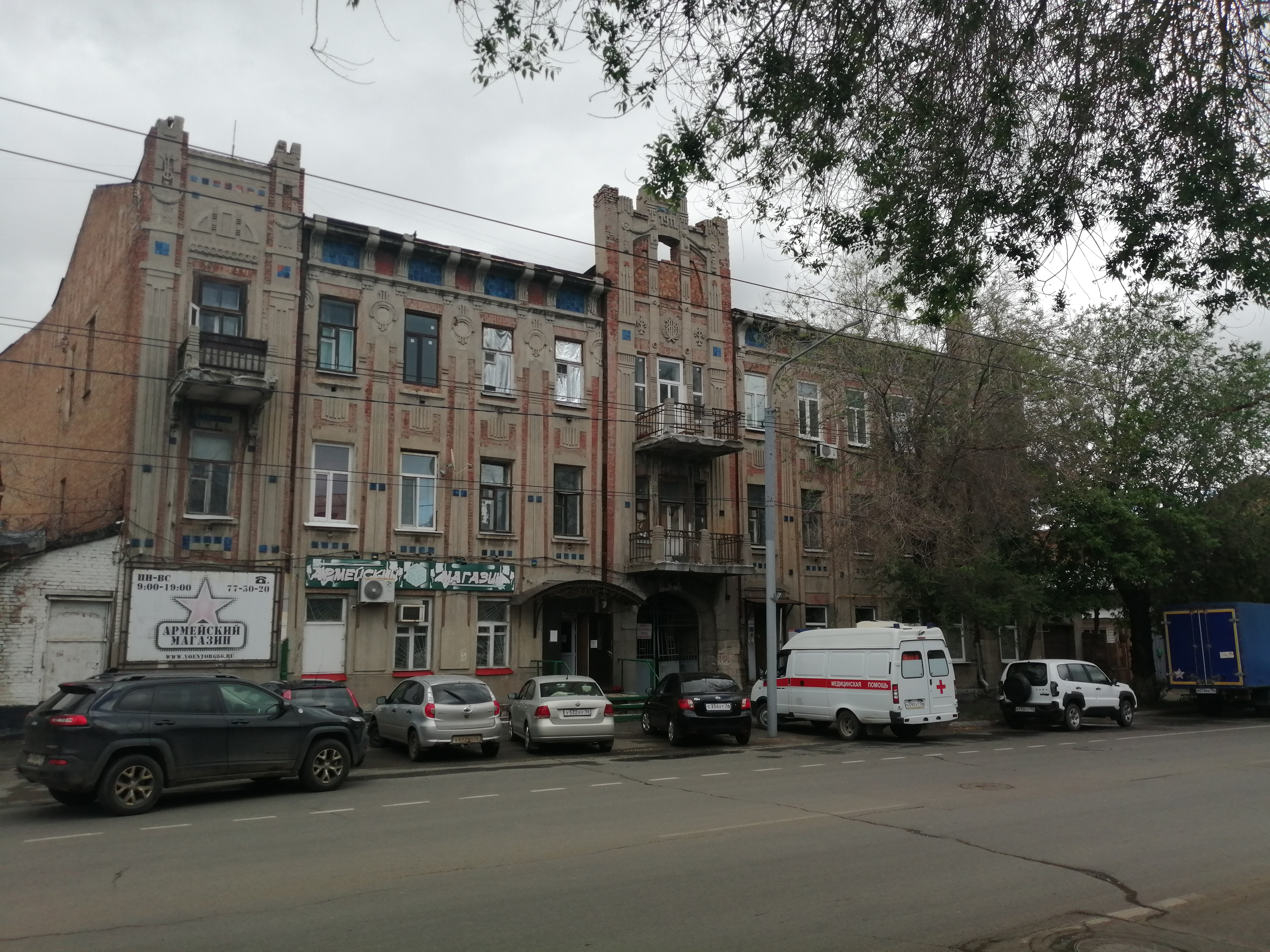
Чичерина, 34. Номера П. С. Коробкова.
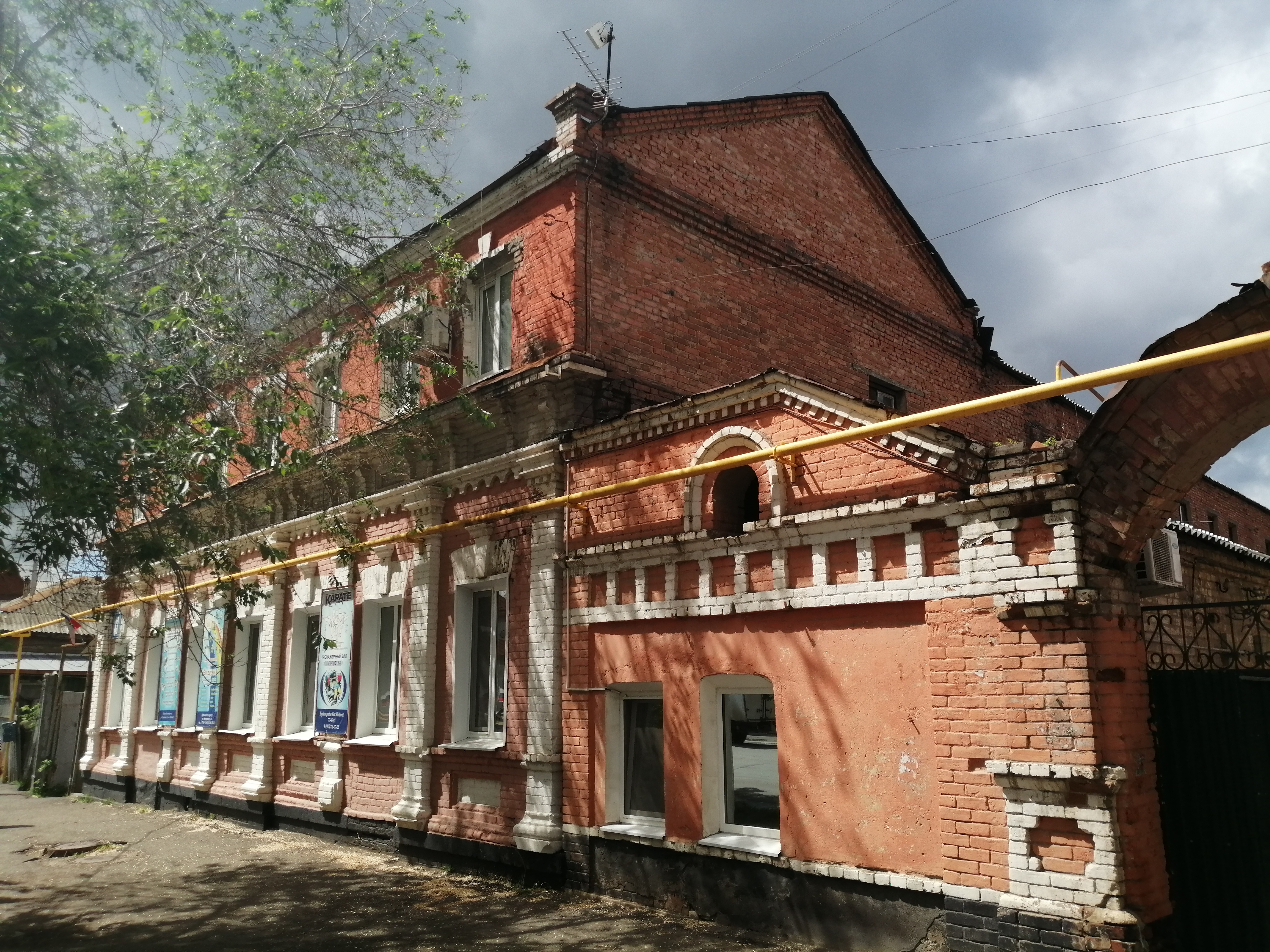
Чичерина, 43. Усадьба городская Н. К. Гнездилова.
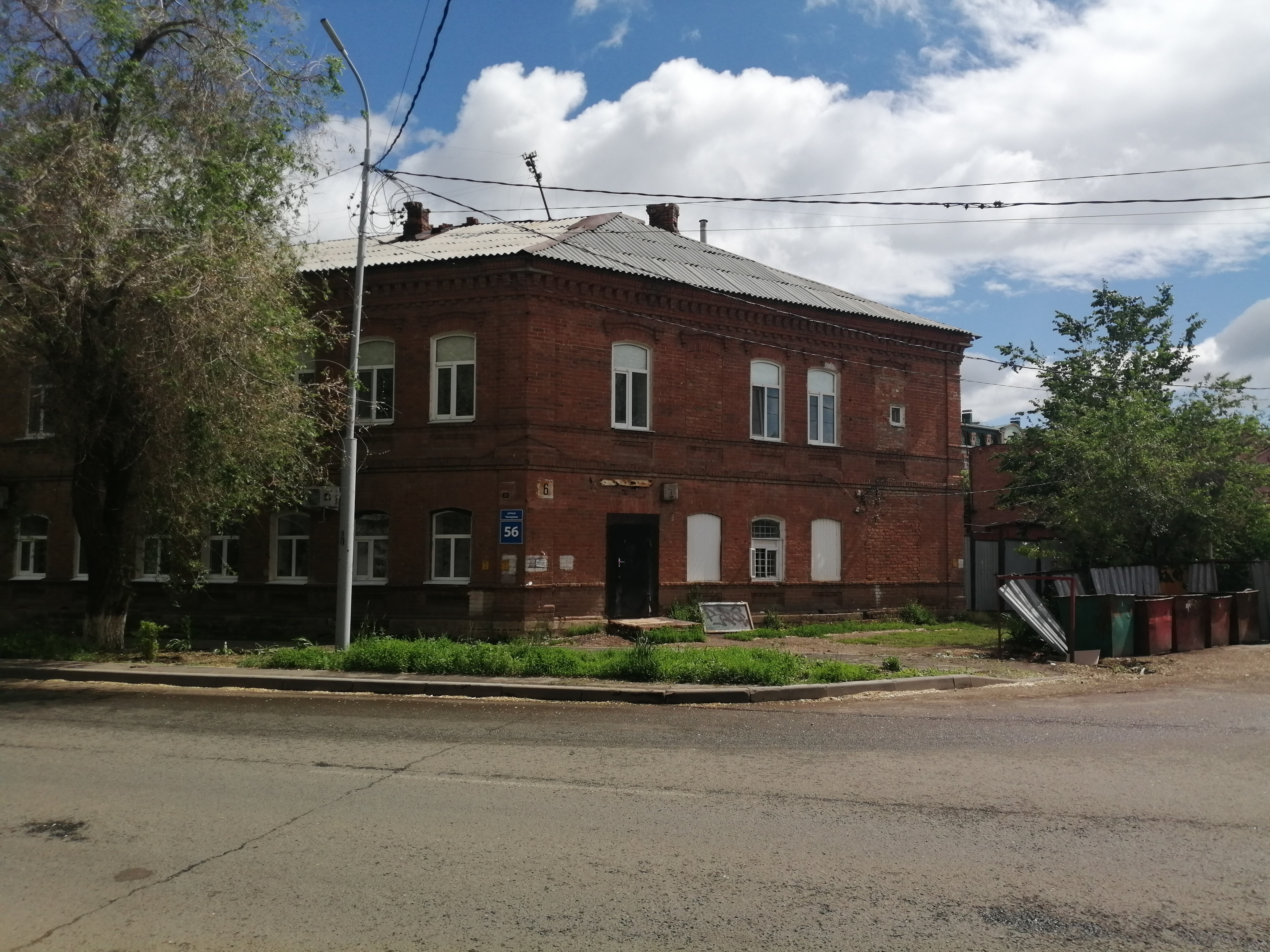
Чичерина, 56. Дом с лавкой К. Г. Горн и Ф. И. Вихинд.
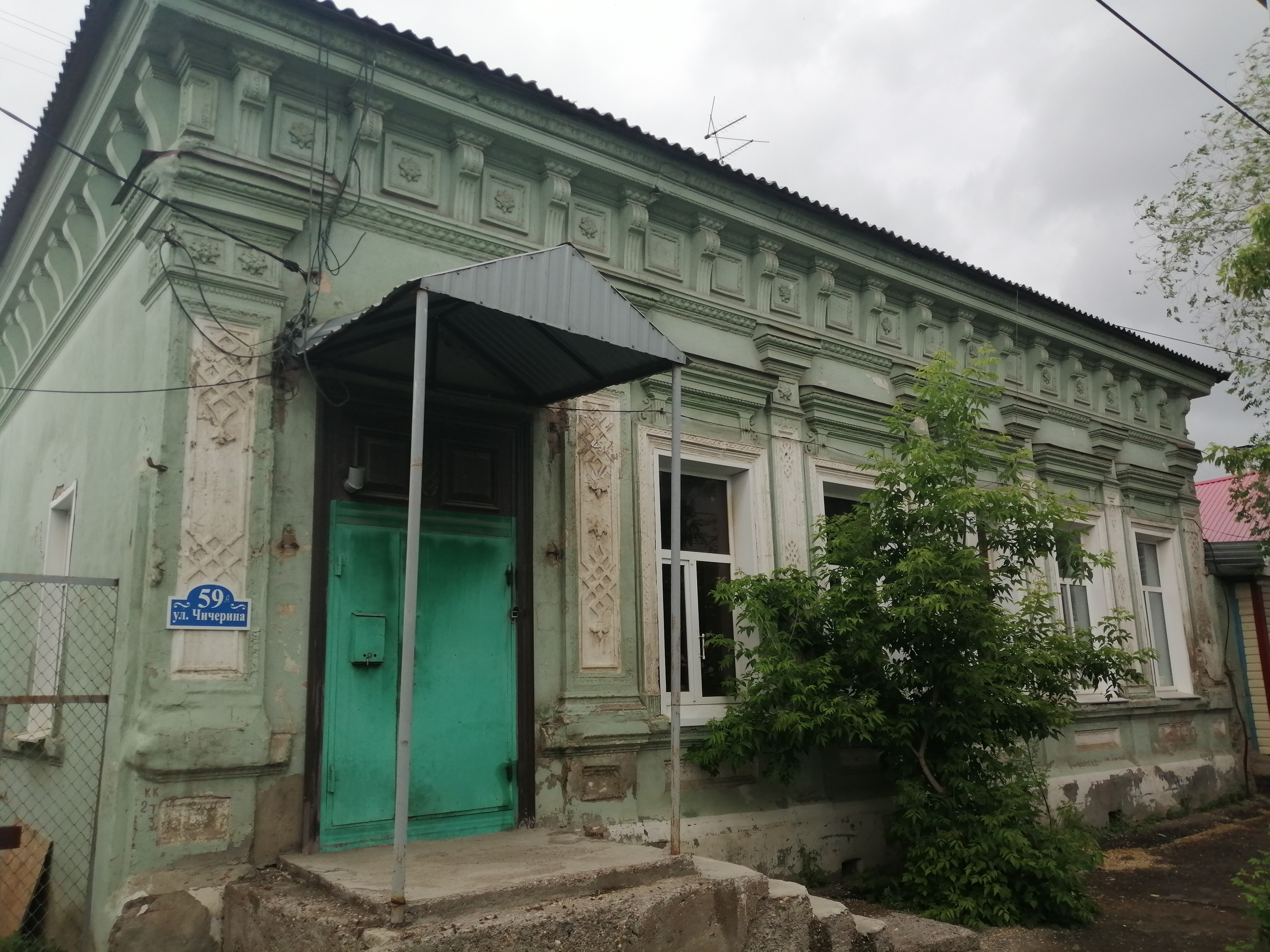
Чичерина, 59. Дом Х. А. Ивановой.
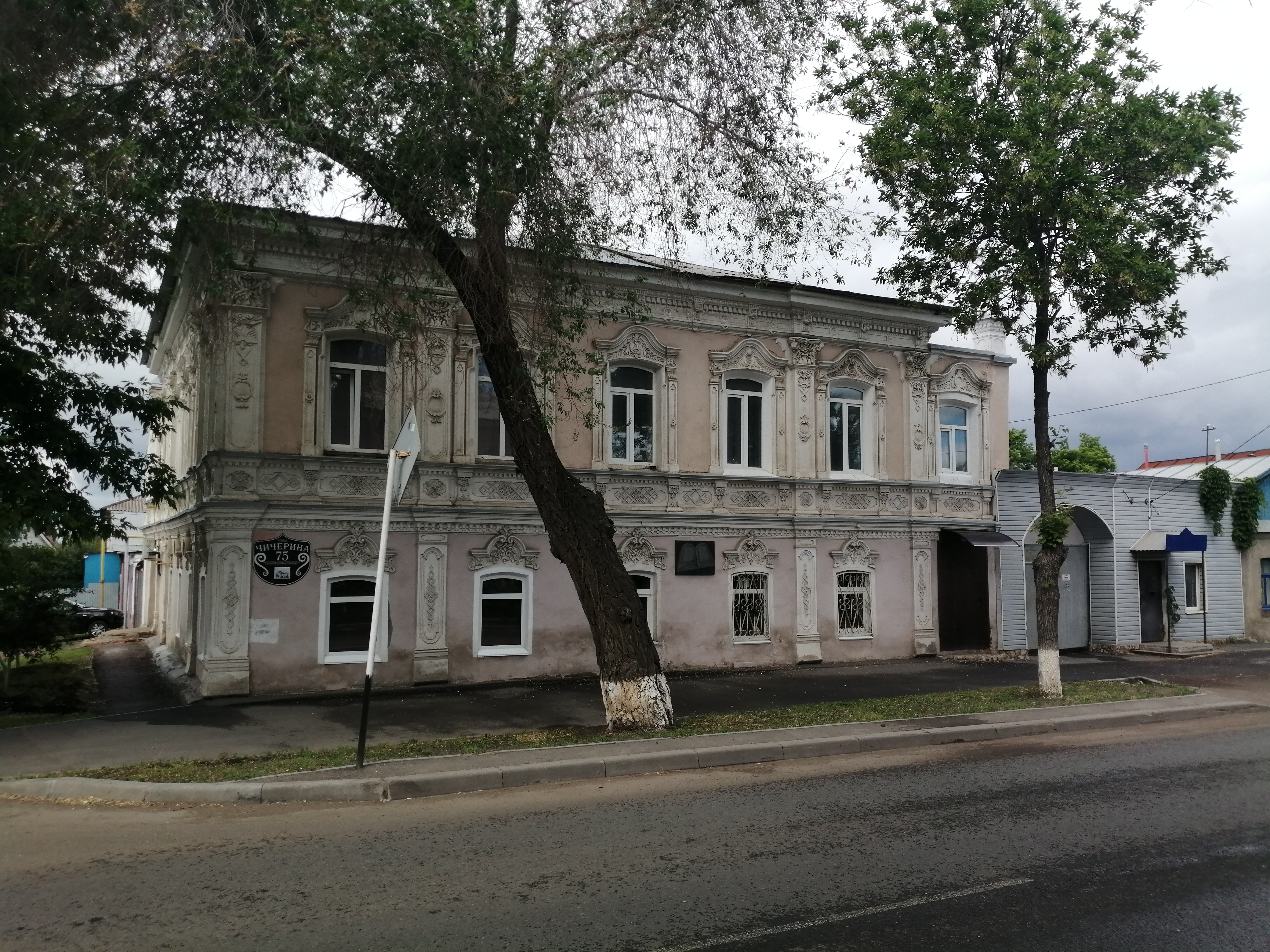
Чичерина, 75. Дом жилой городской усадьбы.
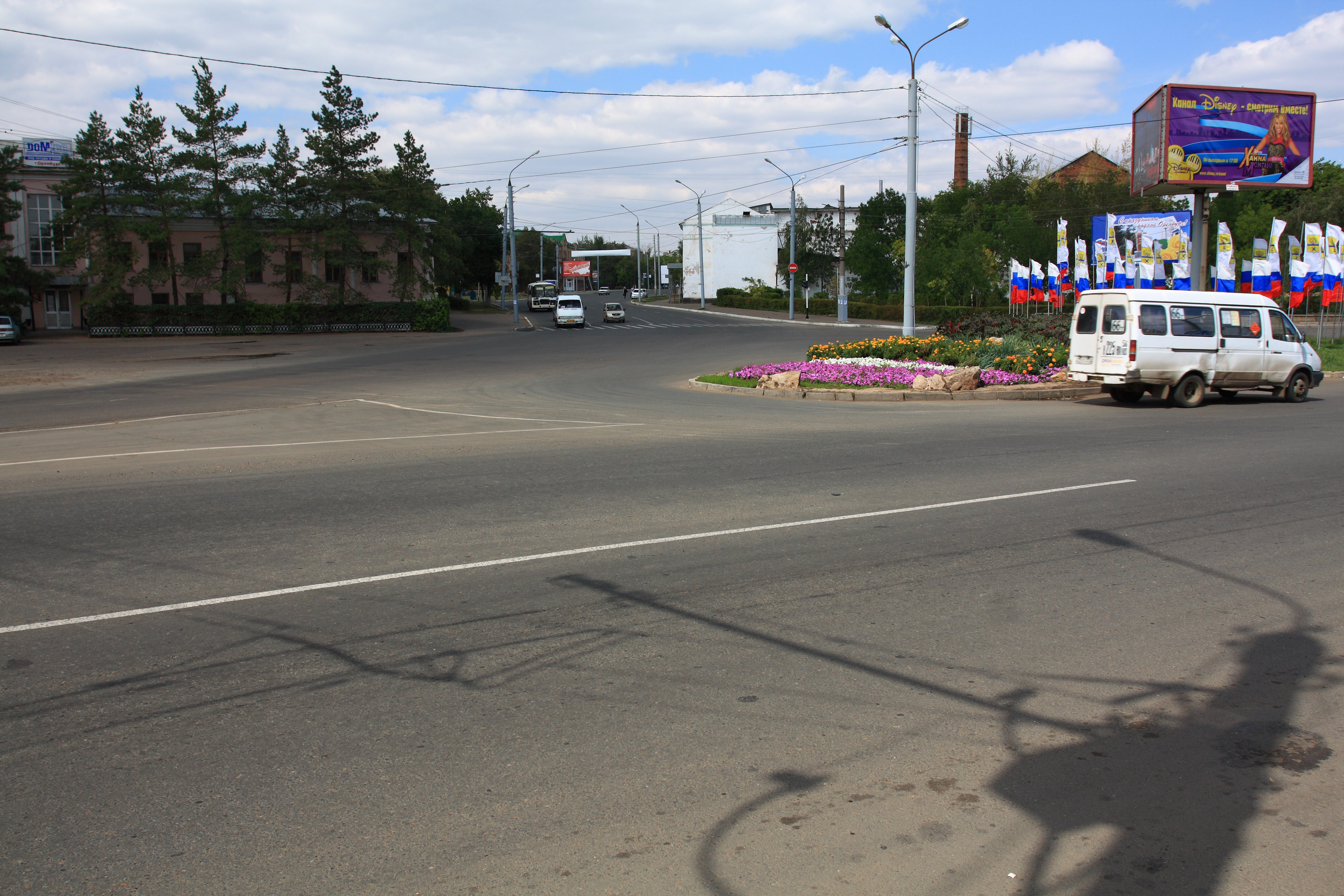
Выезд с улицы Чичерина к мосту через Урал.